# 더 이퀄라이저
《더 이퀄라이저》(영어: The Equalizer)는 2014년 공개된 미국의 액션 스릴러 영화이다. 1980년대 드라마 《맨하탄의 사나이》를 원작으로 한다.

## 출연
- 덴절 워싱턴 - 로버트 매콜 역
- 마르톤 초카시 - 테디 역
- 클로이 그레이스 머레츠 - 테리 역
- 데이비드 하버 - 마스터스 역
- 헤일리 베넷 - 맨디 역
- 빌 풀먼 - 브라이언 플러머 역
- 멀리사 리오 - 수전 플러머 역
- 데이비드 뮤니어 - 슬라비 역
- 조니 스코티스 - 랠피 역
- 앨릭스 비도브 - 테비 역
- 블라디미르 쿨리흐 - 블라디미르 푸시킨 역
- E. 로저 미첼
- 제임스 윌콕스 - 피더슨 역
- 마이크 오디어 - 리마 역
- 아나스타샤 사니도풀로스 무시스 - 제니 역
- 앨런 말도나도 - 마커스 역
- 렛 키드 - 제이 역
- 마이크 모럴 - HM 브라이언 역
- 맷 래스키 - 마라트 역
- 숀 피츠기번 - 리틀 존 루니 역
- 비탈리 슈타브노이 - 안드리 역
- 티머시 존 스미스 - 길리 형사 역
- 로버트 월버그 - 해리스 형사 역
- 윌리엄 샤파라스